# Florida Cup de 2022
A Florida Cup de 2022, ou Torneio da Flórida de 2022, foi a oitava edição do torneio amistoso Florida Cup disputado na Florida, e foi disputado entre o mês de julho.
No dia 17 de julho de 2022, aconteceu um show da Ivete Sangalo no Universal Studios Florida, na Florida Cup Fan Fest de 2022, em comemoração aos seus 50 anos.

## Participantes e regulamento
As novidades para a edição de 2022 foram apresentado pela organização no dia 19 de abril de 2022, as principais sendo as parcerias com a Universal Orlando Resort e a Adidas. Além das partidas de futebol, o evento promoveu um show no parque Universal Studios Florida com a cantora brasileira Ivete Sangalo.
Através de um comunicado oficial, o CEO do evento, Ricardo Villar, se pronunciou sobre o torneio.
A FC Series é uma expansão estratégica da Florida Cup e atrairá dezenas de milhares de fãs para as partidas, enquanto outros milhões assistem ao redor do mundo. Mal podemos esperar para receber essas poderosas marcas globais nos EUA.
| País           | Clube                  | Cidade           | Confederação | Liga           |
| -------------- | ---------------------- | ---------------- | ------------ | -------------- |
| Reino Unido    | Chelsea                | Londres          | UEFA         | Premier League |
| Reino Unido    | Arsenal                | Londres          | UEFA         | Premier League |
| Estados Unidos | Charlotte FC           | Charlotte        | Concacaf     | MLS            |
| Estados Unidos | Orlando City           | Orlando          | Concacaf     | MLS            |
| México         | Club de Fútbol América | Cidade do México | Concacaf     | Liga MX        |

## Local da disputa

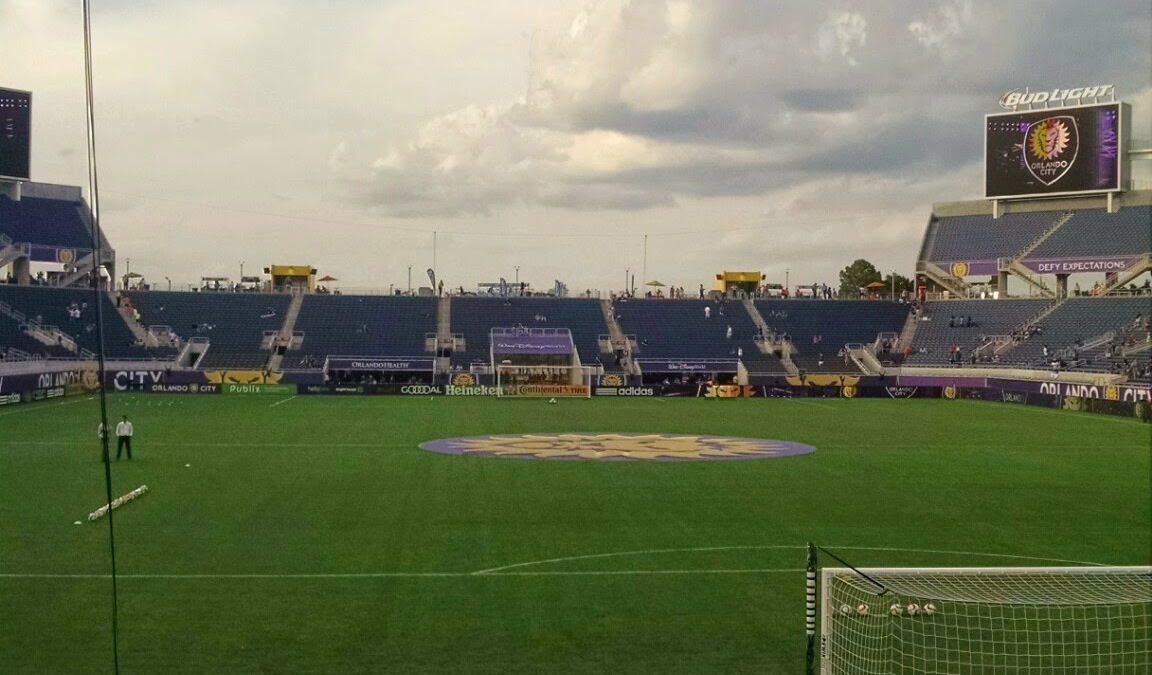
Camping World Stadium, o estádio onde será disputado a final do Florida Cup de 2022.

O torneio será disputado em campo neutro, sendo no Camping World Stadium, e fechará FC Series 2022. Será disputado entre o Arsenal e o Chelsea no dia 23 de julho de 2022 após o Clash of Nations.

## Jogos
Todas as partidas seguiram o horário local.
| 16 de julho   | Chelsea              | 2 – 1 | América        | Allegiant Stadium, Las Vegas                |
| 19:00 (UTC−7) | Werner 55' Mount 83' |       | James 60' (GC) | Público: 47,223 Árbitro: USA Kevin Broadley |

| 20 de julho   | Orlando City | 1 – 3 | Arsenal                              | Exploria Stadium, Orlando                   |
| 19:30 (UTC−4) | Torres 29'   |       | Martinelli 5' Nketiah 66' Nelson 80' | Público: 19,738 Árbitro: USA Kevin Broadley |

| 20 de julho   | Charlotte FC   | 1 – 1 | Chelsea     | Bank of America Stadium, Charlotte           |
| 19:00 (UTC−4) | Ríos 90+2' (P) |       | Pulisic 30' | Público: 52,673 Árbitro: USA Rosendo Mendoza |

|                                 |       | Penalidades                         |  |
| Ríos Makoun Walkes Mora Jóźwiak | 5 – 3 | Havertz Chilwell Gallagher Sterling |  |

| 23 de julho   | Arsenal                                       | 4 – 0 | Chelsea | Camping World Stadium, Orlando |
| 20:00 (UTC−4) | Jesus 15' Ødegaard 36' Saka 60' Lokonga 90+2' |       |         | Público: 63,811                |